# Skarbimir
Skarbimir, Skardmir, Skamir, Skarbimirz – staropolskie imię męskie, złożone z członów Skarbi- („smucić, martwić, troszczyć się”) i -mir („pokój, spokój, dobro”). Może oznaczać „troszczący się o pokój”. Jako Skarbimir imię występuje od XII wieku.
Zdrobnienia: Skarbek, Skarbko, poświadczone w 1380.
W XXI wieku Skarbimir jest imieniem rzadkim. W styczniu 2024 r. w rejestrze PESEL, wśród publicznie dostępnych danych dotyczących osób żyjących, wykazano 19 mężczyzn o imieniu Skarbimir nadanym jako imię pierwsze. Dla porównania, według danych z tego samego okresu, najczęściej nadane jako męskie imię pierwsze – Piotr, nosi 689313.
Skarbimir imieniny obchodzi 26 stycznia i 19 października.

## Imię Skarbimir w innych językach
- czeski – Skrbimir[1].

Imię Skarbimir dało początek nazwisku Skarbek.
Osobą historyczną noszącą imię Skarbimir był palatyn (wojewoda) Bolesława Krzywoustego. Franciszek Zabłocki nadał to imię w postaci Skarbimierz jednemu z bohaterów swojej komedii – Sarmatyzmu.